# 北海道厚岸翔洋高等学校
北海道厚岸翔洋高等学校（ほっかいどうあっけししょうようこうとうがっこう、英: Hokkaido Akkeshi Shouyou High School）は、北海道厚岸郡厚岸町にある公立（道立）の高等学校。1941年に設立された北海道庁立厚岸水産学校を前身とする。2009年度に北海道厚岸潮見高等学校と統合。

## 沿革
- 1941年2月24日 - 北海道庁立厚岸水産学校として、設立が認可される。
- 1941年4月21日 - 開校式を挙行する。
- 1947年11月1日 - 北海道立厚岸水産学校となる。
- 1948年4月1日 - 学制改革により、北海道立厚岸水産高等学校となる。
- 1949年4月1日 - 北海道厚岸女子高等学校を合併する。
- 1950年4月1日 - 北海道厚岸高等学校となる。
- 1951年 - 霧多布分校を設置
- 1952年 - 霧多布分校が北海道霧多布高等学校として独立
- 1965年4月1日 - 北海道厚岸水産高等学校となる。
- 2001年11月10日 - 創立60周年記念式典を挙行する。
- 2009年4月1日 - 北海道厚岸潮見高等学校と統合し、北海道厚岸翔洋高等学校となる。

### 旧制厚岸高等女学校
- 1931年4月13日 - 公立厚岸家政女学校として設立される。
- 1936年3月29日 - 北海道厚岸実科高等女学校として、設立が認可される。
- 1943年4月1日 - 北海道厚岸高等女学校となる。
- 1948年4月1日 - 北海道厚岸女子高等学校となる。
- 1949年4月1日 - 北海道立厚岸水産高等学校に併合される。